# 鈴木聖
鈴木 聖（すずき たから、2000年7月11日 - ）は、日本のグラビアアイドル、モデル、タレント。千葉県出身。TRUSTAR所属。

## 略歴
2017年、母の影響で幼少時からモデルになりたいと思うようになっていたところ、ファッション雑誌『Seventeen』（集英社）によるミスセブンティーン2017に応募してファイナリストに選出され、TRUSTARに応募して所属する。
2019年9月、週刊誌『週刊SPA!』（扶桑社）にてグラビアデビューを果たし、同年11月19日には同誌11月26日号にて初の単独表紙と巻中グラビアを飾る。
2021年4月18日、初のデジタル写真集『週刊グラビアプレス×鈴木聖 デジタル写真集』（秀麗出版）を発売する。同日に開催された発売記念イベントの直前の記者会見では、20歳になってから初の下着姿で撮影したこと、ロケ地が漫画『SLAM DUNK』でも知られる神奈川県江の島であること、写真集やグラビアで表情を勉強したこと、先輩の清水あいりに通っているジムを紹介してもらって身体を作ったことなどを明かした。
2022年11月20日、初のDVD『ヲタでも恋していいですか？』（ラインコミュニケーションズ）を発売する。同年9月に沖縄にて撮影し、アニメや漫画、動画視聴などが大好きなヲタク女子が好きな人（視聴者）に想いを寄せるなど、後述の趣味に沿って素のままに演じたという。
2023年8月25日、2作目のDVD『タカラモノ』（エスデジタル）を発売する。沖縄本島にて撮影した同年5月当時は台風2号が接近してきており、最終日の撮影終了まで天気がもってくれたことから東京へ飛行機で戻れたが、その次便から2日ほどは欠航が続いていたという。なお、同年9月30日に開催された発売記念イベントでは、撮影は結構タイトだったとの旨も明かしている。
2024年6月26日、3作目のDVD『転生したら鈴木聖だった件』（スパイスビジュアル）を発売する。
2024年7月14日、豊洲PITにて開催されたキックボクシング『第10回岡山ジム主催興行』に自身は初挑戦となるラウンドガールとして登壇し、青山ひかるや大貫彩香と共に黒のトップスとミニスカート姿を披露した。
2024年11月26日、相模ゴム工業の製品ブランド「サガミオリジナル」の16代目宣伝大使に就任する。

## 人物
- 趣味はアニメ、漫画[1]、フィギュア[11]、パチンコ[16]。
  - アニメについては、小学4年くらいの当時に叔父や母の影響で『SLAM DUNK』や『けいおん!』が好きになり、男児が好む作品はほとんど見てきた[注 2]が、周囲に性格の悪い子しかいなかったことから、当時は男児を好きになれず女児とばかり遊んでいたという[16][17]。
  - 漫画については、好みは少年漫画で[18][注 3]、約6,000冊を所持している[1][注 4]。そういった熱心な漫画好きゆえ、海賊版サイトについては「海賊版で読む気持ちが理解できない」との憤りを見せている[21]。
  - フィギュアについては、約200体を所持している[11]。
  - パチンコについては、最初は友人の隣にて打ってみたら偶然出た当たりを理解できずすぐに終わってしまったが、その後は毎月発表される好きなアニメ台へ連日のように通い始めたという[16][注 5]。
- 極度の甘いもの好きであり、ミートソースパスタや麻婆豆腐にも砂糖をかけて食べるくらいなので、大好きなカレーハウスCoCo壱番屋のカレーライスも基本は3甘にするという[22]。
- 特技は陸上（棒高跳で2メートル70センチメートルを記録して県大会に入賞[2]）[1]。
- 苦手なことは歌唱[18]。ダンスもリズムをまったく取れないほど下手である[16][18][22]ことからNGにしているが、よさこいならできる[11]。また、演技も苦手である[22]ことから、DVDではほぼ台詞がないという[16][注 6]。
- 学生当時はガリガリの体形であり、胸が大きくなり始めたのも遅かったため、大きくなってから帰郷した際には疑問を持たれたほどである[16]。そういったこともあり、「バトル漫画ボディー」との異名については「バトル漫画を見ながら筋トレで鍛えたら、すぐ結果が出るタイプかもしれない」と分析している[2][16]。
- 好きな女優は池田エライザと武田玲奈[8]。特に、武田については表紙を飾った少年漫画雑誌を見て大ファンになった[18]ほか、彼女の所属先に入りたいと思ったことが事務所への応募の理由となった[5][23]。また、武田や少年漫画に登場する女性キャラクターの影響からグラビアアイドル好きを公言しており、2023年時点では桃月なしこ、高崎かなみ、えなこ、伊織もえを「二次元にいてもおかしくないような造形」との理由で挙げており[18]、付録がついたグラビア誌は複数買いしているという[24][注 7]。
- セールスポイントは誰とでもすぐ仲良くなれるところ[4]。黒目が大きいのが自慢[4]。
- アルバイトをしたことがない[18]。祖母の趣味であった投資に倣い、自分も高校生当時[注 8]にFXをやってみたら大儲けできたためであるが、祖母に「たまたま運が良かっただけだから」とたしなめられて止めた後には、それよりも無心でできるパチンコの楽しさに気づいた[18]うえ、その店舗イベントの仕事を受けてみたいとの意欲も見せている[24]。

## 作品

### イメージビデオ
- ヲタでも恋していいですか？（2022年11月20日、ラインコミュニケーションズ）[10][25]
- タカラモノ（2023年8月25日、エスデジタル）[26][27]
- 転生したら鈴木聖だった件（2024年6月26日、スパイスビジュアル）[28][29]

### 動画配信
- 天つ乙女（2024年7月31日、ギルド）[30]

## 出版

### デジタル写真集
- 週刊グラビアプレス×鈴木聖 デジタル写真集（2021年4月18日、秀麗出版）[7][31]
- タカラハタチ、ヲタです（笑）（2021年6月14日、集英社［週プレ PHOTO BOOK］、撮影：岡本武志）[32]
- やんちゃな誘惑（2022年2月25日、扶桑社［SPA!デジタル写真集］、撮影：唐木貴央）[33][34]
- 脱いだベール（2022年8月25日、集英社［YJ PHOTO BOOK］、撮影：藤本和典）[35]
- わたしのたからもの（2022年8月31日、双葉社［EX大衆デジタル写真集］、撮影：小池伸一郎）[36]
- 触れてはいけない（2023年3月30日、集英社［YJ PHOTO BOOK］、撮影：藤本和典）[37]
- 女神誕生（2023年8月3日、光文社［Platinum FLASHデジタル写真集］、撮影：LUCKMAN）[38]
- sparkle（2023年9月28日、ドラゴンフライブック［Idol Post No.19］）[39]
- 週刊GIRLS-PEDIA 038（2023年10月1日、KADOKAWA）[40]
- キミとの思い出は、宝物。（2023年12月4日、主婦の友社［STRiKE! DIGITAL PHOTOBOOK 041］、撮影：西村康）[41][42]
- ドールな彼女 vol.1･2（2023年12月12日、講談社［FRIDAYデジタル写真集］、撮影：佐藤裕之）[43][44]
- Auravure vol.2 Takara（2024年1月24日、オーラビュールパブリッシング）[45]
- TAKARA MODE タカラモノ（2024年4月26日、ドラゴンフライブック）
- NUDY BEAUTY（2024年7月2日、双葉社［漫画アクションデジタル写真集］、撮影：高橋慶佑）[46]
- 汗をかいた後に（2024年7月26日、扶桑社［SPA!デジタル写真集］、撮影：鈴木ゴータ）[47][48]
- 水も滴るいい体（2024年8月16日、双葉社［EX大衆デジタル写真集］、撮影：富田恭透）[49]
- 或る夏の日（2024年8月26日、KADOKAWA）[50]
- たからさがし 1･2･DX（2024年9月27日、小学館［sabra net e-Book］）[51][52][53]
- NIPPONグラドル58人（2024年10月7日、集英社［週プレ PHOTO BOOK］、撮影：LUCKMAN、藤本和典、佐藤佑一）[54]
- Beauty（2024年11月8日、日之出出版［SUNNY GIRL Digital Photobook vol.7］）[55]
- サインはG＆V！ 3･4･DX（2024年12月20日、小学館［sabra net e-Book］）[56][57][58]
- 無防備なカラダ（2025年1月12日、白夜書房［BRODYデジタル写真集］、撮影：高橋慶佑）
- Black / White（2025年1月31日、KADOKAWA［Gテレデジタル！］）[59]

### カレンダー
- Saint Jewel（2024年3月4日、G-STYLE）[60]

## 出演

### テレビ番組
- 純喫茶に恋をして（2020年2月15日、フジテレビTWO） - 第2話（テレビドラマ、ゴスロリ少女 役）[61]
- 鎧美女 #91（2022年11月24日〈23日深夜〉、フジテレビONE） - 甲冑：細川忠興[62]
- 全力坂（2023年1月19日〈18日深夜〉・1月24日〈23日深夜〉・2月1日〈1月31日深夜〉、テレビ朝日）[63][64][65]
- フィーバー機動戦士ガンダムSEED導入直前 岡野と酒井がSANKYO三和工場に初潜入で大興奮SP!!（2023年8月5日、スカイA）[66]

### CM
- JR東日本「モバイルオーダー」Webムービー
- 東京ばな奈×KITKAT「キットカット受験生応援隊」
- 「三島オート」TVCM
- 「快適ワーク」WEB CM[67]

### 広告
- ロゼット洗顔パスタ
- 花王キュレル 20周年キャンペーン[68]
- Angel Heart キービジュアル[69][70]

### MV
- RISE OF THE NORTHSTAR「Rise [ライズ] 」[71]
- アメノイロ。「ダイアリー」[72]
- ESPOIR TRIBE「エモーショナル」[73]

### ラウンドガール
- 第10回岡山ジム主催興行（2024年7月14日、キックボクシング、豊洲PIT）[13]